# Biotodoma cupido
Biotodoma cupido är en fiskart som först beskrevs av Heckel, 1840.  Biotodoma cupido ingår i släktet Biotodoma och familjen Cichlidae. Inga underarter finns listade.

## Bildgalleri

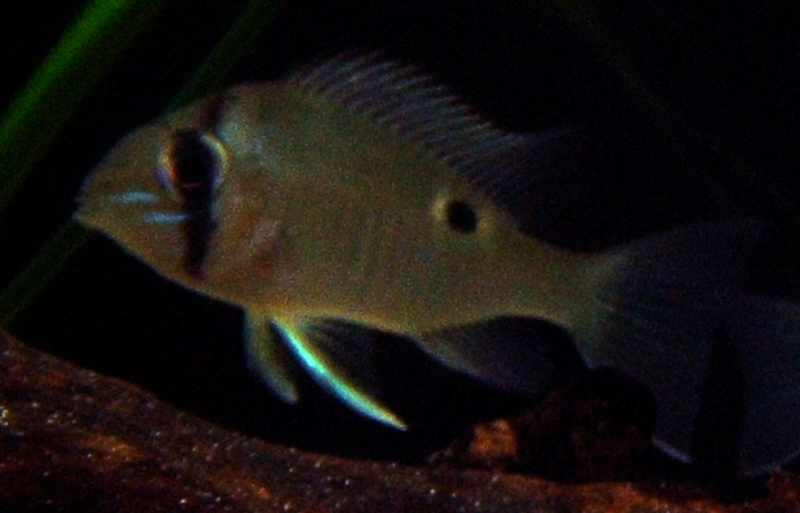